# Flabellum impensum
Espèce
Statut CITES
Flabellum impensum est une espèce de coraux appartenant à la famille des Flabellidae.